# Barrax
Barrax est une commune d'Espagne de la province d'Albacete dans la communauté autonome de Castille-La Manche.

## Géographie

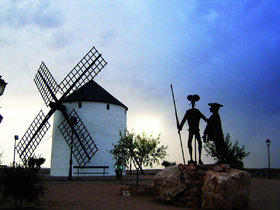
Windmill Barrax

.

## Histoire
L'origine du village, selon la tradition, tient à une auberge sise sur la route reliant l'Andalousie avec le centre de la péninsule et l'Est du pays. 

## Administration
| Période                                  | Période | Identité | Étiquette | Qualité |
| ---------------------------------------- | ------- | -------- | --------- | ------- |
|                                          |         |          |           |         |
| Les données manquantes sont à compléter. |         |          |           |         |

### Héraldique
L'écusson de Barrax, présente deux symboles : le safran et le moulin à vent. La culture du safran était une culture locale dont il ne reste presque rien aujourd'hui. Le moulin à vent, l'un des rares dans la région, reste pour sa part toujours visible à la périphérie de la ville.

## Économie
C'est une ville essentiellement agricole entourée de vastes zones céréalières. 

## Personnalités liées à la commune
- Benjamín Palencia (1894-1980), peintre espagnol.